# Genay (Métropole de Lyon)
Genay település Franciaországban, Métropole de Lyon különleges státuszú nagyvárosban (métropole: nagyjából „megyei jogú város”). Lakosainak száma 5632 fő (2022. január 1.). Genay Civrieux, Massieux, Neuville-sur-Saône, Saint-Germain-au-Mont-d’Or és Montanay községekkel határos.

## Népesség
A település népességének változása:
| Lakosok száma | 5251 | 5419 | 5546 | 5470 | 5490 | 5509 | 5519 | 5520 | 5632 |
|               | 2013 | 2015 | 2016 | 2017 | 2018 | 2019 | 2020 | 2021 | 2022 |